# Libchyně
Libchyně (německy Libchin) je obec v okrese Náchod v Královéhradeckém kraji. Leží zhruba tři kilometry severovýchodně od Nového Města nad Metují. Žije zde 72 obyvatel. Vesnice je vystavěna v údolí Libchyňského potoka, levého přítoku řeky Metuje.

## Historie
První písemná zmínka o obci pochází z roku 1459.

## Obyvatelstvo
| Rok            | 1869 | 1880 | 1890 | 1900 | 1910 | 1921 | 1930 | 1950 | 1961 | 1970 | 1980 | 1991 | 2001 | 2011 | 2021 |
| -------------- | ---- | ---- | ---- | ---- | ---- | ---- | ---- | ---- | ---- | ---- | ---- | ---- | ---- | ---- | ---- |
| Počet obyvatel | 310  | 274  | 284  | 274  | 248  | 228  | 222  | 191  | 176  | 137  | 97   | 71   | 68   | 61   | 61   |
| Počet domů     | 49   | 55   | 56   | 57   | 56   | 56   | 56   | 57   | 48   | 44   | 35   | 34   | 50   | 50   | 49   |

## Obecní správa
Mezi lety 1869–1959 Libchyně byla obcí v okrese Nové Město nad Metují (1869–1890) (v roce 1869 Nové Město) a později v okrese Dobruška. V letech 1960–1990 patřila jako část obce k Jestřebí a od 1. září 1990 je opět samostatnou obcí v okrese Náchod.

### Obecní symboly
Znak a vlajka byly obci uděleny rozhodnutím předsedy Poslanecké sněmovny Parlamentu České republiky dne 21. června 2018.

## Pamětihodnosti
- Kaplička se zvonicí v centru obce (z roku 1922)

## Galerie

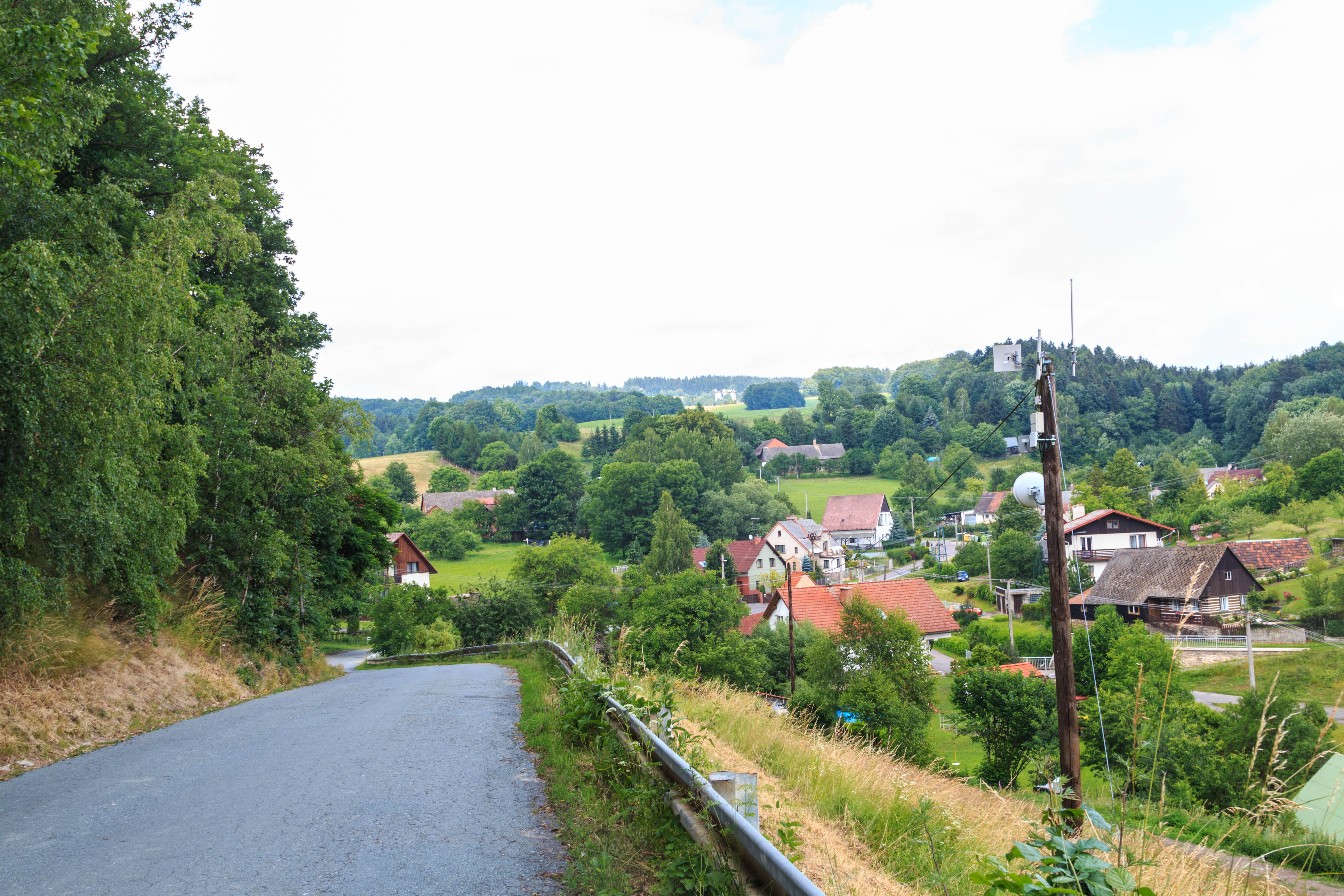
Příjezd od Jestřebí
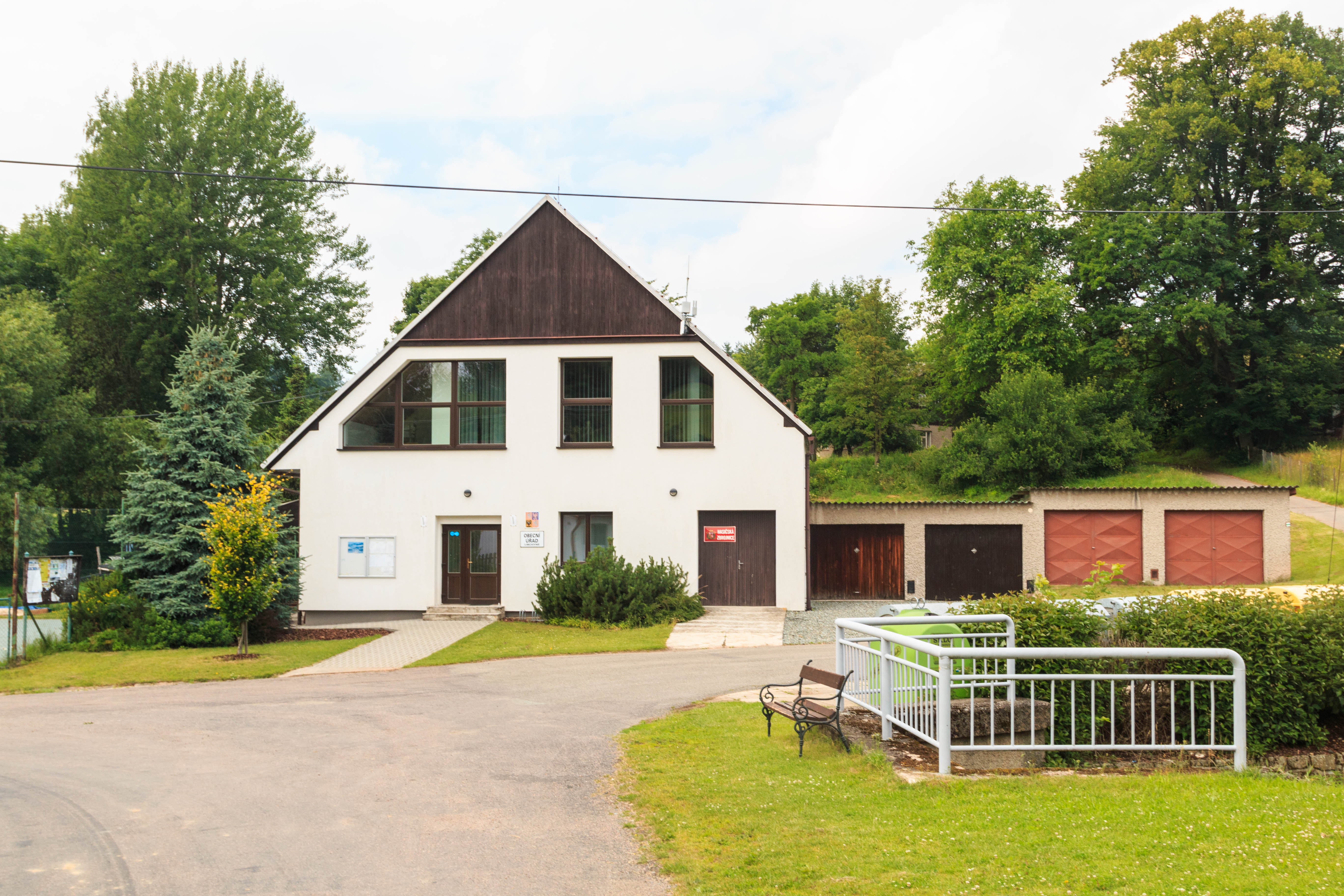
Dům čp. 63
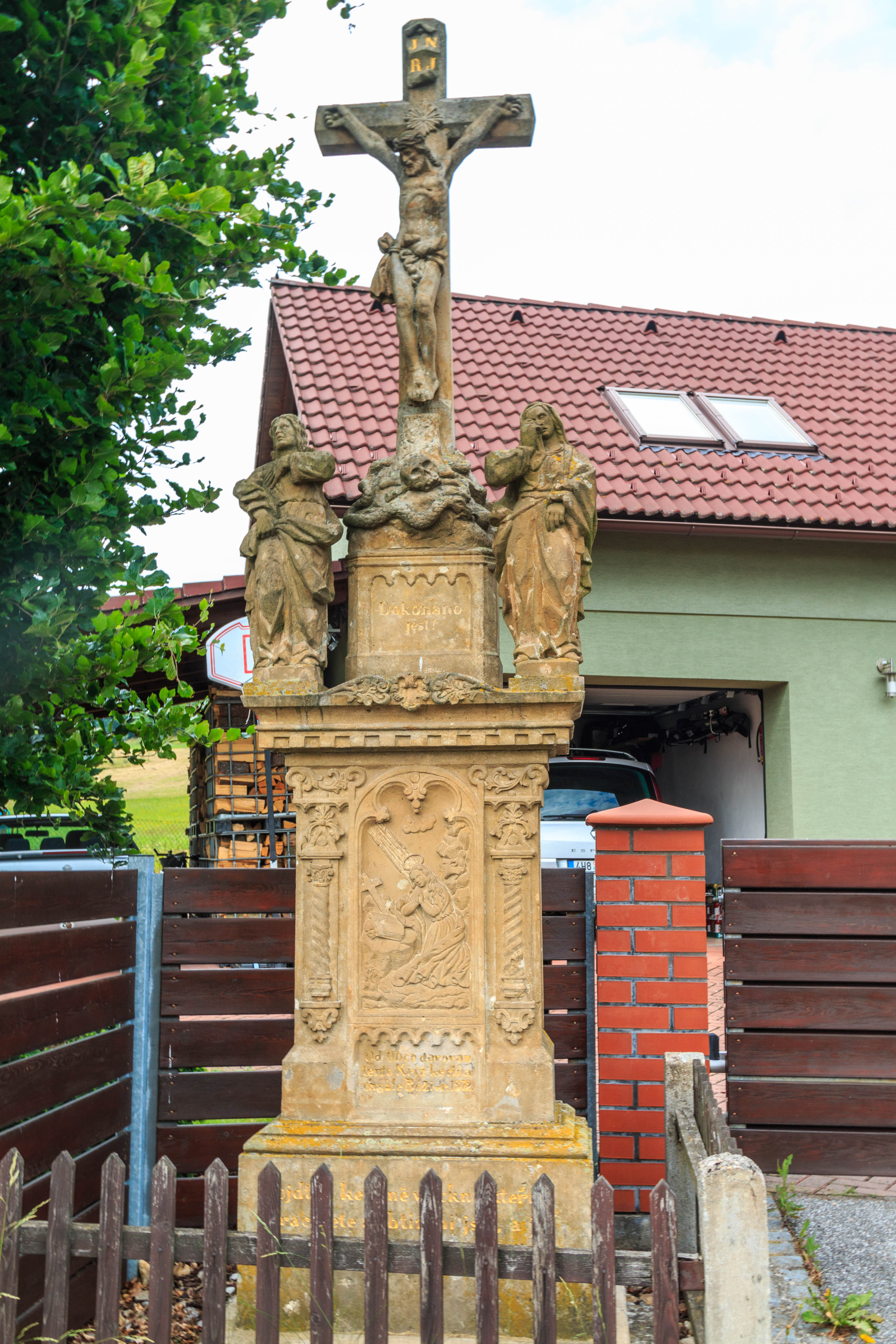
Kříž
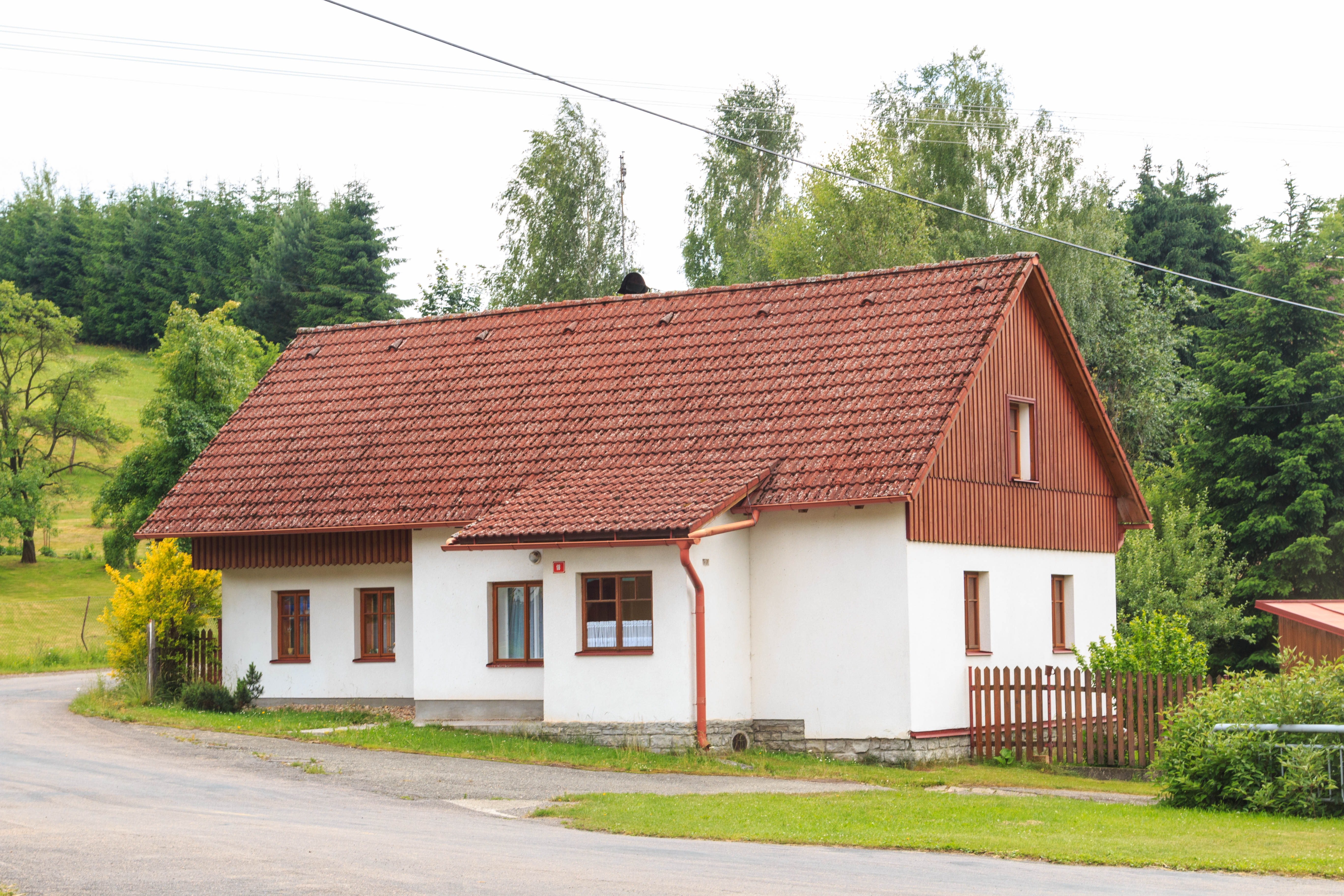
Dům čp. 18